# Лук'янівський
 Лук'янівський - ландшафтний заказник місцевого значення в Україні. Територія природно-заповідного фонду Миколаївської обалсті. 
Створений рішенням Миколаївської обалсної ради №9 від 19.12.2024 року. Площа заказника становить 27,2 га. Розташований на землях державної власності лісогосподарського призначення, які перебувають у постійному користуванні ДП "Ліси України". Займає виділ 1 кварталу 43 Привільненського лісництва. 
Статус присвоєно для збереження степових екосистем. В складі деревно-чагарникових угруповань та на відкритих степових ділянках в межах ділянки зростає ендемічний та реліктовий вид, який занесений до Червоної книги України – зіновать гранітна (Chamaecytisus graniticus).
Окрім того тут також виявлені інші види рослин, які занесені до Червоної книги України, зокрема горицвіт волзький (Adonis wolgensis), горицвіт весняний (Adonis vernalis), дрік скіфський (Genista scythica), шоломниця весняна (Scutellaria verna), тюльпан південнобузький (Tulipa hypanica), астрагал одеський (Astragalus odessanus), ковила волосиста (Stipa capillata). 
Серед видів регіонального червоного списку в межах ділянки відмічено гіацинтик блідий (Hyacinthella leucoptera), півники карликові (Iris pumilla), ефедру двоколосу (Ephedra distahya).
Більшість рідкісних видів є специфічними видами, які представлені на ділянках петрофтного степу і є ендеміками цього комплексу. Загалом в межах території наразі встановлено місцезростання 11 видів рослин, які занесені до Червоної книги України та Регіонального червоного списку Миколаївської області.
Територія проектованого заказника репрезентує оселище, що охороняється згідно Додатку 4 Бернської конвенції E1.2 Perennial calcareous grasslands and basic steppes / Багаторічні трав’яні кальцифітні угруповання та степи та F3.247, Понтично-сарматські листопадні чагарникові зарості /Ponto-Sarmatic deciduous thickets.